# 萬力公園
萬力公園是位於日本山梨縣山梨市萬力的公園，又稱根津公園。

## 主要施設
從南邊開始依次
- 根津嘉一郞像
- 墳水廣場
- 動物園
- 散策道
- 萬葉集的歌碑
- 山梨市立圖書館·市民會館
- 千鳥湖（租舟）
- 差出之磯大嶽山神社

## 周辺施設
- 山梨縣笛吹川生果公園
- 山梨市站
- 根津記念館

## 交通訪問
- 從山梨市站步行約五分鐘(北口)
- 山梨市營巴士(北口)

山梨市站－萬力公園－笛吹川生果公園
1. ↑  .   [2022-04-25]. （原始内容存档于2021-07-26）.